# حمض الهيالورونيك
حمض الهيالورونيك أو حامض الهكسيورونيك (بالإنجليزية:  Hyaluronic Acid)‏ هو مادة موجودة بشكل طبيعي في الغضروف والسائل الزلالي المحيط بالمفاصل، في الجلد وفي السائل الزجاجي المائي للعين ولهذا الحمض قدرة على امتصاص السوائل، لذلك فانه يساهم في توفير المرونة والليونة للانسجة التي يتواجد فيها ويساهم اعطاء حمض الهيالورونيك من مصدر خارجي، في تحسين حالات متنوعة، مثل: فصال عظمي تاكلي (Osteoarthritis) والذي يترافق مع التهابات واوجاع، يتميز بفقدان لزوجة ومرونة السائل الزلالي. يتم علاج هذه الحالة عن طريق حقن موضعي إلى داخل مفصل الركبة.
و يوجد استعمال اخر كذلك، يتم عن طريق الحقن، وهو لملء التجاعيد في الوجه.
يشكل حمض الهيالورونيك أيضا جزءا من تركيبة قطرة العيون المستعملة لعلاج جفاف العيون والمحاليل المختلفة المستخدمة اثناء جراحة الساد (Cataract).

## الشكل الصيدلاني
قطرة للعيون، حقن.

## الجرعة
- حقن إلى داخل مفصل الركبة: مرة واحدة في الاسبوع، لمدة ثلاثة اسابيع متتالية.
- حقن لملء التجاعيد: حقنة واحدة لفترة 6 – 12 شهرا.
- قطرة العيون: 4 - 8 مرات في اليوم.
- حقن للركبة: 2 مليليتر (20 ملغراما)، مرة واحدة في الاسبوع، لمدة ثلاثة اسابيع.
- قطرة العيون: قطرة واحدة، 4 - 8 مرات في اليوم.

## بداية الفعالية
تاثير الحقن: يظهر في غضون اسابيع قليلة.
قطرة العيون: لها تاثير فوري.

## مدة الفعالية
حقن للركبة: دورة علاج من 3 اسابيع، تؤثر لمدة 12 اسبوعا. حقن لملء التجاعيد: التاثير يستمر لمدة 6 - 12 شهرا.

## تغذية
ليست هناك أي تقييدات.

## التخزين والحفظ
ينبغي حفظ الحقن في الثلاجة، وحمايتها من الضوء.
يمنع استخدام عبوة قطرة العيون لفترة تزيد عن 12 ساعة بعد فتحها.

## نسيان الجرعة
لا يرجح - فيما يتعلق بالحقن - ان تنسى إحدى الوجبات، وذلك لان العلاج يعطى من قبل الطاقم الطبي.
اما فيما يتعلق بالقطرة، فيكون استخدامها حسب الحاجة.

## وقف الدواء
يتم التوقف عن العلاج - فيما يتعلق بالحقن - وفقا لارشادات الطبيب.
اما فيما يتعلق بالقطرة، فيمكن التوقف عن العلاج إذا لزم الامر.

## جرعة زائدة
يجب في حال اخذت جرعة زائدة، استشارة الطبيب المعالج.

## تحذيرات
- اثناء الحمل:

لم تظهر، وفقا للدراسات التي اجريت على الحيوانات، أي اضرار للاجنة. لا تتوفر معلومات كافية حول استعمال هذا الدواء عند الإنسان. ينبغي استخدام هذا الدواء اثناء الحمل، فقط إذا كان ذلك ضروريا. يصنف ضمن الفئة (B).
- الرضاعة:

لم يثبت ان استعمال الدواء امن للمرضعات. لا ينصح بتناوله.
- الأطفال والرضع

لم يحدد مدى سلامة الاستعمال لدى الاولاد تحت سن 18 سنة، يجب مراجعه الطبيب.
- كبار السن:

لا توجد مشاكل خاصه.
- القيادة:

يجب الامتناع عن القيادة حتى تتضح ماهية تأثير الدواء، حيث من الممكن ان يسبب ضبابية (طمس).
- العملية الجراحية والتخدير:

يجب إبلاغ الطبيب الجراح أو الطبيب المخدر عن استعمال هذا الدواء.

## الآثار الجانبية
- تهييج العينين وعدم وضوح الرؤية.
- تعب.
- غثيان.
- آلام الظهر.
- احمرار وألم في مكان الحقن.

## اقرأ أيضاً
- حائل شفاف